# 乔治·费多

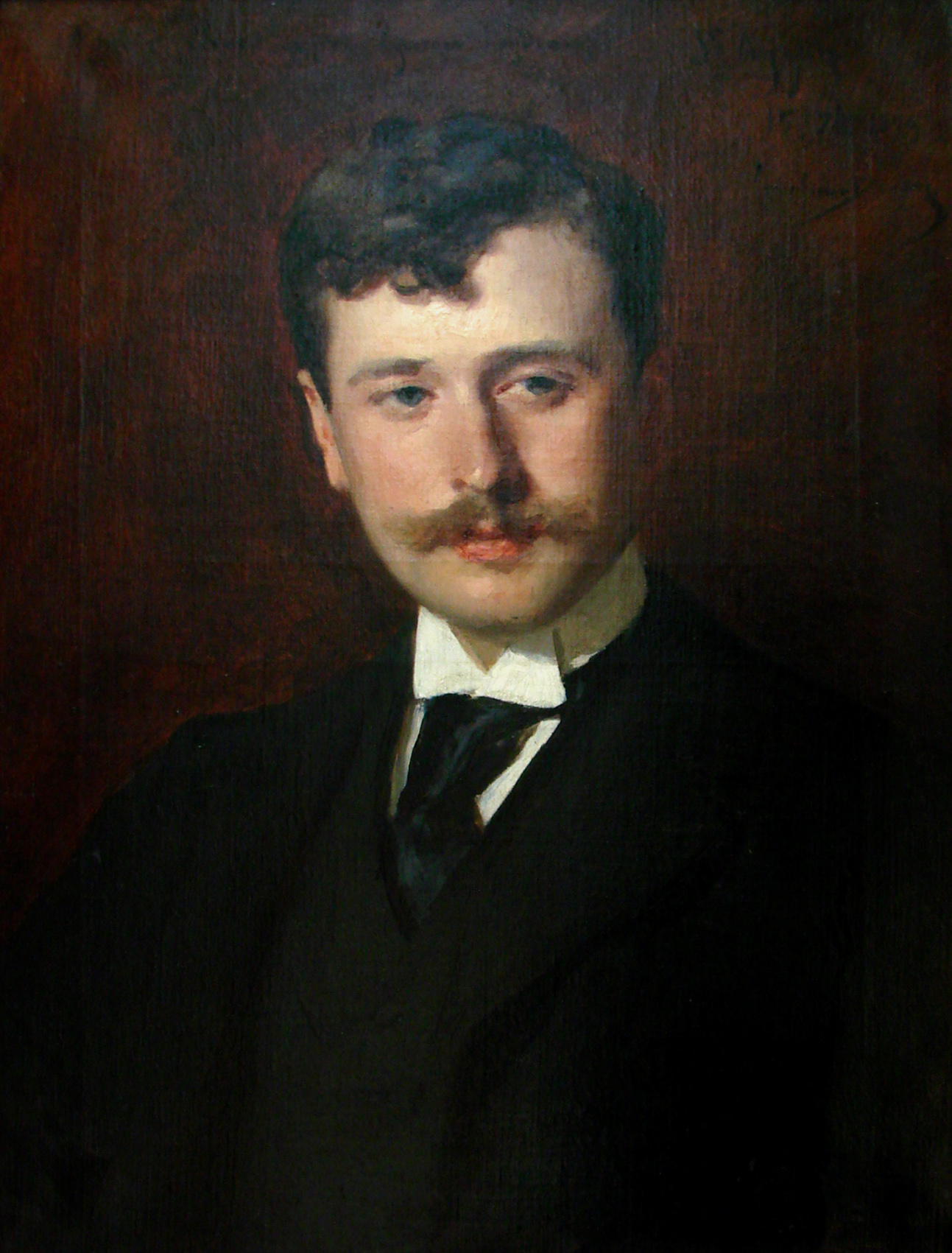
1900年的乔治·费多肖像（藏于里尔美术宫)

乔治·费多（法語：Georges Feydeau，1862年12月8日—1921年6月5日），法国剧作家，画家，艺术品收藏家，因其创作的歌舞杂耍表演而得名。他撰写了逾六十部剧作，死后葬于蒙马特公墓。